# Lipthay Sándor (mérnök)
Kisfaludi Lipthay Sándor (eredetileg Schwarzel Sándor) (Tata, 1847. december 9. – Budapest, 1905. május 1.) vasútépítő mérnök, közlekedésügyi szakember, a Magyar Tudományos Akadémia rendes tagja. A vasútépítéstan úttörő jelentőségű magyarországi alakja volt, aki gyakorlati, elméleti és oktatói munkásságával egyaránt hozzájárult e műszaki tudományág kibontakozásához. Müller Bernát (1810–1901) gyógyszerész, botanikus veje.

## Neve
A forrásokban Schwarzel, Schwarczel és Schwarzell alakban egyaránt megjelenő születési nevét 1885-ben változtatta meg. Édesapja a polgári származású dr. Schwarczel József (1805-1879), Esztergom vármegye fő- és magyar királyi törvényszéki orvosa. Édesanyja, a nemesi származású kisfaludi Lipthay Borbála (1825-1882) volt, akinek vezetéknevét szerette volna felvenni. Kérvényét az uralkodó jóváhagyta, és ezzel a nemességet is ráruházta. 1885. augusztus 1.-én I. Ferenc József magyar király átruházta az édesanyja családja nemességét, és megengedte az előnév és vezetéknév használatát. Így szerzett nemesi előnevét gyakran családnevével szervítve publikációi fejlécén a Kisfaludi Lipthay Sándor, Kisfaludy-Lipthay Sándor, ritkábban a K.-Lipthay Sándor nevet szerepeltette.

## Életútja
Esztergomban és Pest-Budán végezte középiskolai tanulmányait. A bécsi Műszaki Intézetben szerzett vasútépítő mérnöki oklevelet, majd önkéntesként beállt a császári 2. mérnökkari ezredbe, ahonnan tartalékos tisztként szerelt le. Ezt követően a Császári és Királyi Osztrák Államvasutaknál helyezkedett el és a Bécs–Brno közötti pályaszakasz Laa and der Thaya-i szárnyvonalának építésénél dolgozott. 1870-ben a Magyar Királyi Vasútépítészeti Igazgatóság alkalmazottja lett, majd 1871 és 1873 között vezető mérnökként vett részt a Magyar Északkeleti Vasút máramarosszigeti vonalának építési munkálataiban. Irányításával készült el a Tarac-híd, Magyarország első kútalapozással alátámasztott hídja. 1873-ban kinevezték a Magyar Királyi Államvasutak budapesti szakaszmérnökévé, hamarosan osztálymérnökévé, mely posztot 1876-ig töltötte be. 1875 májusától tartott előadásokat a Királyi József Műegyetemen mint az út- és vasútépítéstan helyettes tanára. 1876 októberétől haláláig az út-, vasút-, víz- és hídépítészeti tanszék nyilvános rendes tanára volt a műegyetemen. 1882-től 1884-ig a mérnöki és építészeti kar dékánjaként tevékenykedett, 1886–1889-ben, illetve 1898–1900-ban pedig a műegyetem rektori tisztségét töltötte be.
Oktatói munkája mellett 1887-től részt vett az Országos Műszaki Tanács, 1889-től az Országos Vízügyi Nagytanács, 1897-től az Országos Közoktatási Tanács, 1900-tól a Fővárosi Közmunkák Tanácsa munkájában. Pályája során több műszaki tanulmányutat tett Európában, járt Németországban, Franciaországban, Olaszországban, Boszniában, Görögországban és Törökországban is.

## Munkássága
Műszaki vasútépítői munkássága és elméleti tevékenysége egyaránt jelentős, életművével hozzájárult a vasútépítéstan önálló műszaki tudományként való elismertetéséhez. Könyvei mellett számos tanulmánya, saját kutatásairól és találmányairól számot adó cikke jelent meg a kor szakmai folyóirataiban. 1879 és 1882 között a Magyar Mérnök- és Építész-Egylet Közlönyének szerkesztője volt. Ötkötetes, közel kétezer oldalasra rúgó vasútépítési tankönyve a hazai vasútmérnöki tudomány egyik legjelentősebb szakirodalmi teljesítménye volt.
Öt éven keresztül volt a Királyi József Műegyetem rektora, s tisztségében vezető szerepet vállalt a matematikai alapú műszaki oktatás bevezetéséért, a gazdaságtudományi képzés fejlesztéséért, valamint a diákokat segítő szociális intézmények megteremtéséért. A mérnöki szakma és a mérnökképzés nagyobb megbecsüléséért harcolva 1888-ban ő vetette fel a műszaki doktorátus bevezetésének alapgondolatát. Tanársegédje, szerzőtársa, majd tanszéki utódja Zielinski Szilárd volt.

### Társasági tagságai és elismerései
A Magyar Tudományos Akadémia 1891-ben levelező, 1896-ban rendes tagjai közé választotta. Emellett 1878 és 1882 között a Magyar Mérnök- és Építész-Egylet titkára, 1888-tól alelnöke volt, 1891-től egy cikluson keresztül az elnöki tisztet töltötte be, 1903-ban pedig az egylet tiszteleti tagjává választották.
Tudományos és oktatói munkássága elismeréséül 1899-ben megkapta a magyar királyi udvari tanácsosi címet.

### Főbb művei
- A keskeny pályák mint a mellékforgalom hivatott eszközei. Budapest. 1875
- A vasúti vasfelszerkezetek. Budapest. 1877
- A vasúti üzlet befolyásáról a nyomjelzésre. Budapest. 1878
- Vasútépítéstan I–V. Budapest. 1885–1908
- A számítóléc alkalmazásának ismertetése. Budapest. 1887
- Die Berechnung der Weichen und Geleisanlagen. Budapest. 1892
- A vasutak jövedelmezőségéről, kapcsolatban a tarifák kérdésével. Budapest. 1892. (1892-ben elhangzott akadémiai székfoglalója)
- Gr. Széchenyi István műszaki alkotásai. Budapest. 1896

## További irodalom
- Kherndl Antal: Kisfaludi Lipthay Sándor rendes tag emlékezete. Budapest. 1910.